# Pilote d'essai
Pour les articles homonymes, voir Pilote d'essai (homonymie).

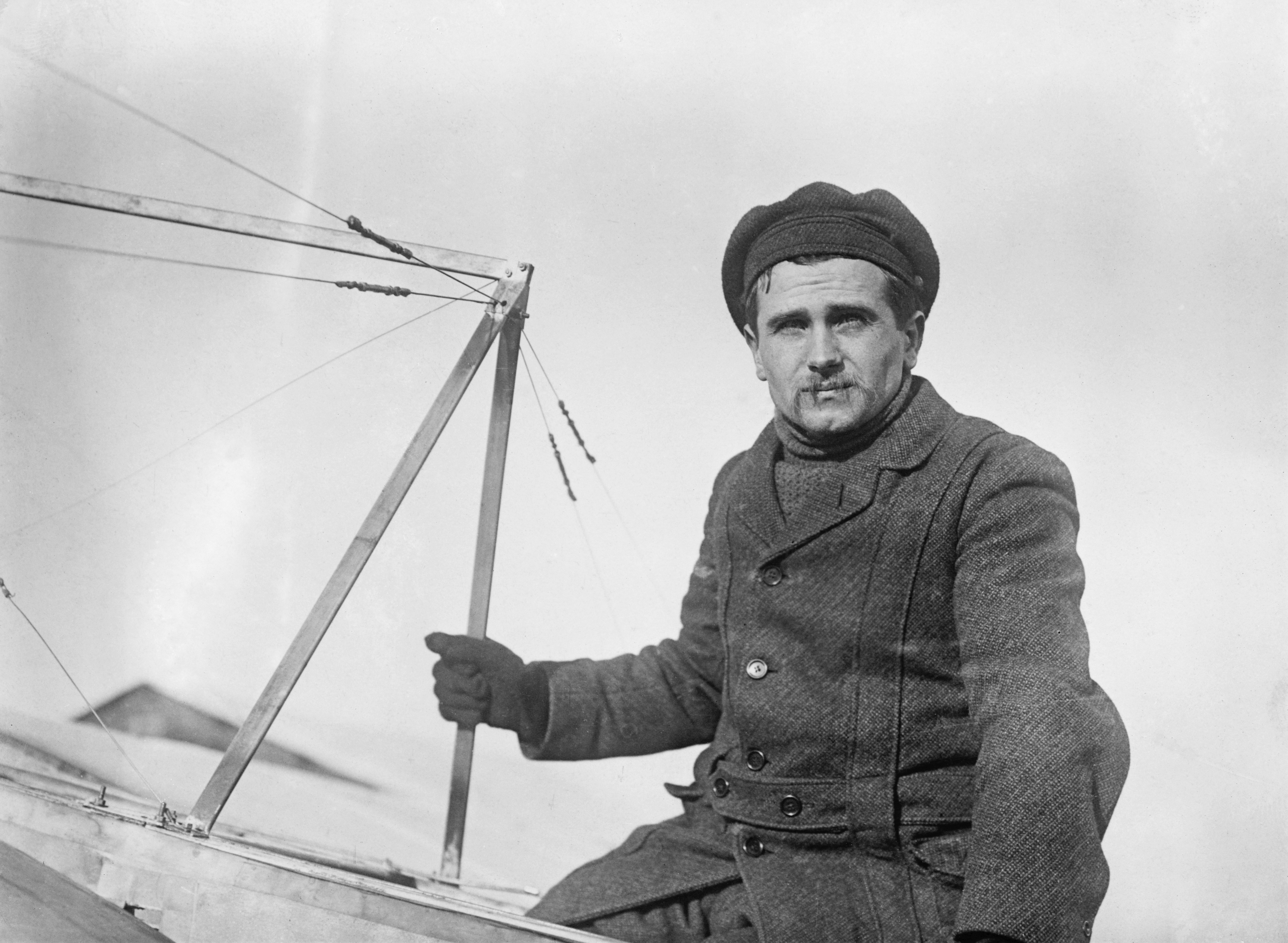
Théodore Léon Lemartin (1883-1911).

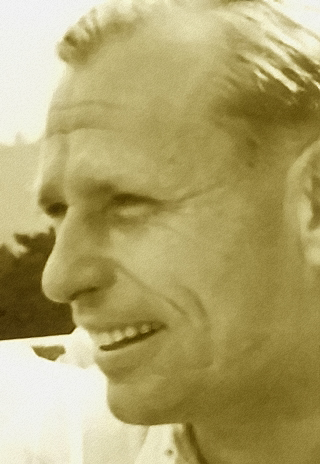
Erich Warsitz a été le premier homme au monde à piloter un jet, le Heinkel He 178 (1939).

Un pilote d’essai est un pilote dont le métier est de faire voler des aéronefs avant leur certification. Ceci s'applique à des appareils modifiés et équipés d'une Installation d'essais en vol (IEV) ou emportant de nouveaux équipements. Un pilote d'essai - réception exécute des vols de vérification et de conformité avec les spécifications lors de la livraison d'un nouvel appareil à un client.
Selon la capacité de l'appareil, l'équipage d'essai peut inclure un mécanicien ou un ingénieur d'essai plus particulièrement chargés du fonctionnement des moteurs ou de certains équipements.

## Historique
Le premier contrat connu de pilote d'essai est celui signé entre Louis Blériot et Théodore « Léon » Lemartin le 20 août 1910.
« À dater de ce jour, Monsieur Théodore Lemartin sera affecté aux écoles de pilotes de la Maison Blériot [...] Il sera spécialement occupé au réglage des appareils et à leurs essais de réception [...] Après avoir obtenu ses brevets, il touchera 400 F par mois, plus 30 F pour chaque appareil dont il aura fait l'essai officiel [...] En cas de mort par accident, une somme de 32 500 F sera versée à sa veuve ou ses ayants droit par Monsieur Blériot. Fait à Paris le 20 août 1910. »

## Compétences
Le métier de pilote d'essai exige des compétences très larges, ce qui en fait l'un des métiers aéronautiques les plus pointus. À bord de l’appareil, celui-ci va réaliser toute une série de tests que le bureau d’études et le constructeur lui ont demandé d’effectuer. Il doit pouvoir réagir rapidement dans toutes situations critiques et avoir de très bonnes aptitudes au pilotage ; notamment pouvoir s’habituer rapidement à un type d’appareil. Il doit exécuter des manœuvres techniques et complexes avec énormément de contraintes dans un minimum de temps et tout cela sans compromettre la sécurité. Il est responsable d’appareils très onéreux et de la sécurité de son équipage.
À la suite du/des vols, le pilote et son équipage d'essai doivent réaliser un rapport structuré pour pouvoir donner des résultats exploitables afin d’améliorer l’aéronef.
Le pilote d’essai participe également à la mise au point de systèmes nouveaux (avionique, armement...) destinés à équiper des avions ou hélicoptères déjà en service.
Il existe également une autre catégorie de pilotes d'essai qui réalisent la réception des aéronefs de série, après leur assemblage.
La majorité des pilotes d’essai sont d'origine militaire, pilotes de chasse ou pilotes d'hélicoptère, ou plus rarement pilotes d'avions de transport. Ils ont été sélectionnés pour suivre une formation spécifique aux essais en vol.

## Formation
Il existe dans le monde sept écoles officielles de formation des pilotes d'essai agréées par la Society of Experimental Test Pilots (SETP).

### France
Les pilotes d'essais sont formés au sein de l'école du personnel navigant d'essais et de réception (EPNER), créée en 1946 au sein de DGA Essais en vol, pour former les équipages impliqués dans les vols d'essais ; il s'agit d'un enseignement théorique et de la réalisation d'exercices d'essais pratiques qui permettent de tester en vol les caractéristiques des aéronefs, dans les meilleures conditions de sécurité.
Cette formation était initialement réservée aux hommes. la première femme pilote d'essai d’hélicoptères est Sophie Adenot, commandant de l'Armée de l'Air.

### Grande-Bretagne
Les pilotes d'essais sont formés au sein de l'Empire Test Pilots' School (en), créée en 1943.

### États-Unis
Les pilotes d'essais de l'US Air Force sont formés au sein de l'U.S. Air Force Test Pilot School, créée en 1944.
Les pilotes d'essais de l'US Navy et du Corps des Marines des États-Unis sont formés au sein de la United States Naval Test Pilot School.
La National Test Pilot School (en) est un établissement d'enseignement non commercial qui forme des pilotes d'essais civils.

### Inde
Les pilotes d'essais sont formés au sein de l'Indian Air Force Test Pilot School (en), créée en 1957.

### Russie
Les pilotes d'essais sont formés au sein de l'école dépendant du Ministère de l'industrie aéronautique à Joukovski.